# Veronica
Veronica  è un nome proprio di persona italiano femminile.

## Varianti
- Maschili: Veronico[4]

### Varianti in altre lingue
- Basco: Beronike[5]
- Bulgaro: Вероника (Veronika)[2]
- Catalano: Verónica[5]
- Ceco: Veronika[2]
- Croato: Veronika[2]
- Danese: Veronika[2]
- Esperanto: Veronika
- Francese: Véronique[2][6]
- Greco antico: Φερενικη (Pherenike)[2][6]
  - Antico macedone: Bερενίκη (Berenìke)[2][6]
- Inglese: Veronica[2][6]
  - Ipocoristici: Roni[2], Ronnie[2]
- Latino: Veronica[1][2]
- Lettone: Veronika[2]
- Lituano: Veronika[2]
- Macedone: Вероника (Veronika)[2]
- Norvegese: Veronika[2]
- Olandese: Veronica
- Polacco: Weronika[2]
  - Ipocoristici: Wera[2],Nika
- Portoghese: Verônica[2]
- Rumeno: Veronica[2]
- Russo: Вероника (Veronika)[2]
  - Ipocoristici: Ника (Nika)[2]
- Slovacco: Veronika[2]
- Sloveno: Veronika[2]
- Sorabo: Weronika[2]
- Spagnolo: Verónica[2][5]
- Svedese: Veronika[2]
- Tedesco: Veronika[2]
- Ucraino: Вероніка (Veronika)
- Ungherese: Veronika[2]

## Origine e diffusione

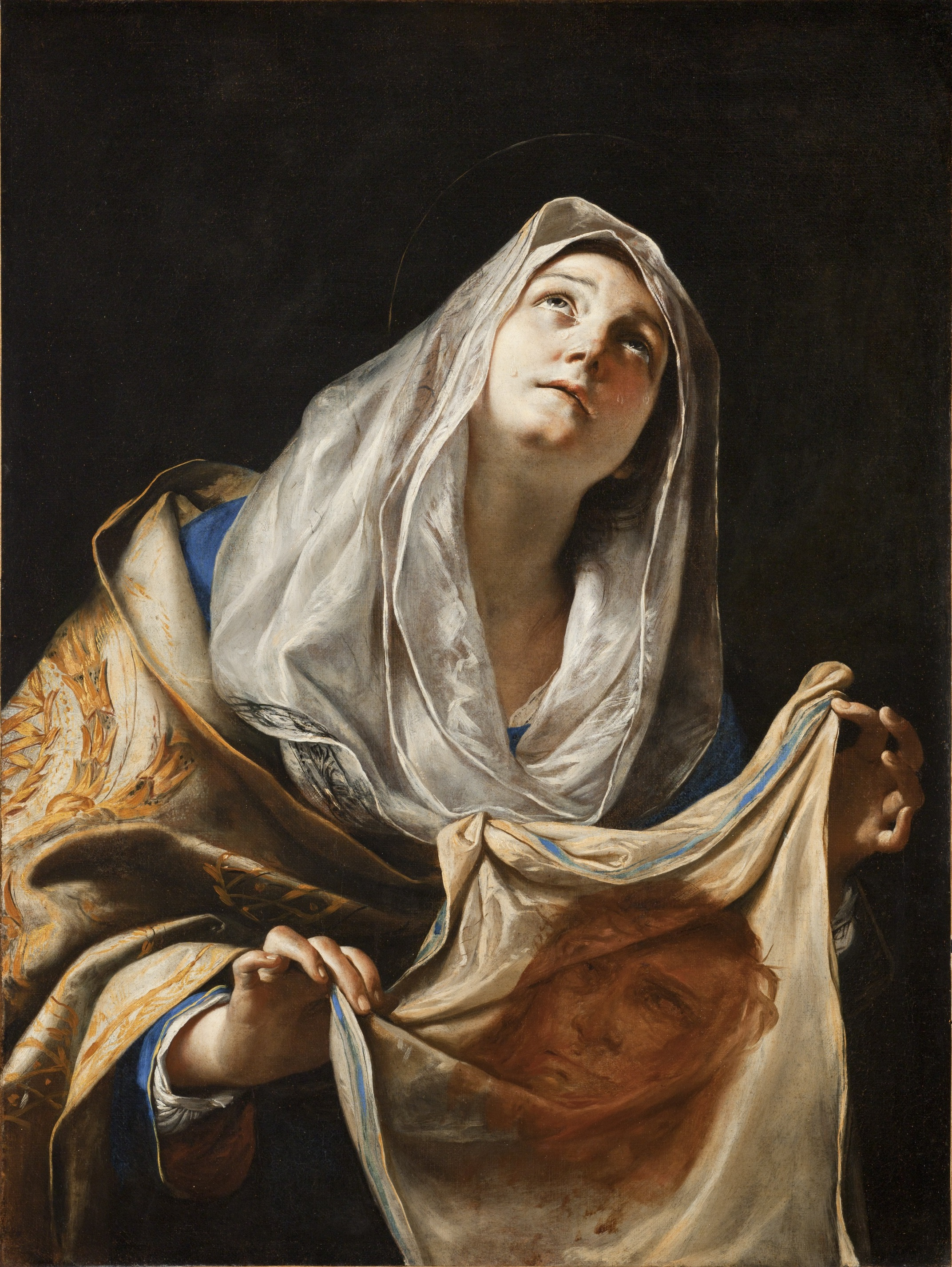
Santa Veronica con il velo, di Mattia Preti

È una forma latina del nome greco antico Φερενικη (Pherenike), Bερενίκη (Berenìke) che, composto da φερω (phero, "portare") e νικη (nike, "vittoria") vuol dire "portatrice di vittoria". Per la precisione, la corretta forma latina era Bernice, da cui l'attuale Berenice, mentre Veronica si ottenne alterando il nome per associazione con l'espressione ecclesiastica latina vera icona, "vera immagine", facente riferimento al velo della Veronica. La figura della Veronica e le tradizioni riguardanti il suo velo, popolarizzate tramite la Via Crucis, aiutarono la diffusione del nome negli ambienti cristiani durante il Medioevo, eccetto in Inghilterra, dove cominciò a diventare comune solo nel XIX secolo dopo essere stato importato dalla Francia e dalla Scozia. In Italia, il suo uso fu ulteriormente consolidato grazie al culto di altre due figure, la beata Veronica da Binasco e la santa Veronica Giuliani, e infine anche per fama di alcune dive dello spettacolo, come Veronica Lake, attrice statunitense molto nota negli anni quaranta.

## Onomastico
L'onomastico si può festeggiare in memoria di più sante, alle date seguenti:
- 13 gennaio, beata Veronica Negroni da Binasco, suora conversa nel monastero agostiniano di Santa Marta a Milano[8]
- 9 luglio, santa Veronica Giuliani, mistica, badessa dell'Ordine delle Clarisse Cappuccine del convento di Città di Castello[2][5][8]
- 12 luglio, santa Veronica, la pia donna che, secondo la tradizione cristiana, asciugò con un panno il volto di Gesù lungo la Via Crucis[2][8]

## Persone

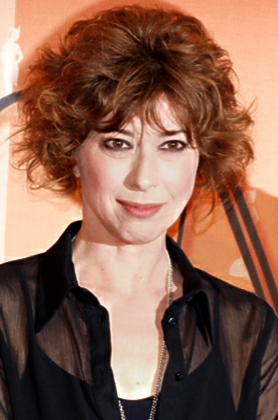
Veronica Pivetti

- Veronica Campbell-Brown, atleta giamaicana.
- Veronica Cartwright, attrice britannica.
- Veronica Ferres, attrice tedesca.
- Veronica Fontana, artista italiana
- Veronica Franco, poetessa e cortigiana italiana.
- Veronica Gambara, poetessa italiana
- Veronica Guerin, giornalista irlandese
- Veronica Giuliani, badessa, mistica e santa italiana
- Veronica Lake, attrice statunitense
- Veronica Lario, attrice italiana
- Veronica Maya, showgirl e conduttrice televisiva italiana
- Veronica Mazza, attrice italiana
- Veronica Micle, poetessa e scrittrice rumena
- Veronica Pivetti, attrice, doppiatrice e conduttrice televisiva italiana
- Veronica Roth, scrittrice statunitense

### Variante Verónica

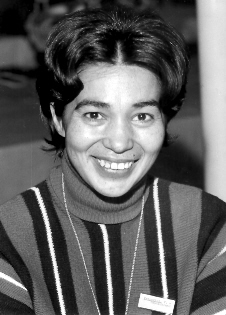
Veronika Petrovici

- Verónica Cangemi, violoncellista e soprano argentina
- Verónica Castro, attrice, cantante e presentatrice televisiva messicana
- Verónica Cepede Royg, tennista paraguaiana
- Verónica Forqué, attrice spagnola
- Verónica Gómez, pallavolista venezuelana
- Verónica Hidalgo, modella spagnola
- Verónica Sánchez, attrice spagnola
- Verónica Soberón, cestista argentina

### Variante Veronika

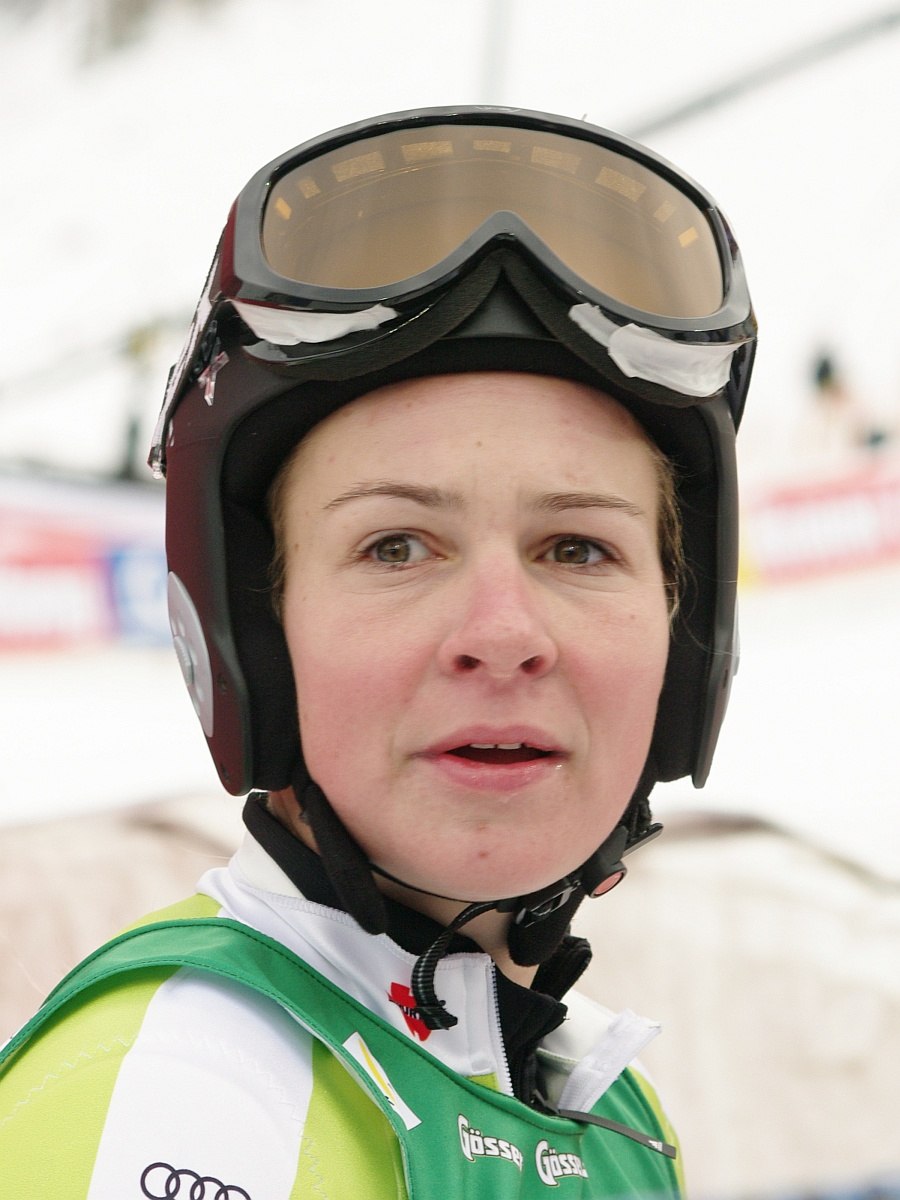
Veronika Staber

- Veronika Eberle, violinista tedesca
- Veronika Goi, scacchista italiana
- Veronika Kočí, danzatrice su ghiaccio ceca
- Veronika Logan, attrice italiana
- Veronika Neugebauer, doppiatrice, conduttrice radiofonica e attrice tedesca
- Veronika Petrovici, chirurga rumena
- Veronika Remišová, politica slovacca
- Veronika Šarec, sciatrice alpina slovena
- Veronika Staber, sciatrice alpina tedesca
- Veronika Vařeková, modella ceca
- Veronika Vice, wrestler canadese
- Veronika Vítková, biatleta ceca
- Veronika Vitzthum, sciatrice alpina austriaca
- Veronika Wallinger, sciatrice alpina austriaca
- Veronika Zuzulová, sciatrice alpina slovacca

### Variante Véronique

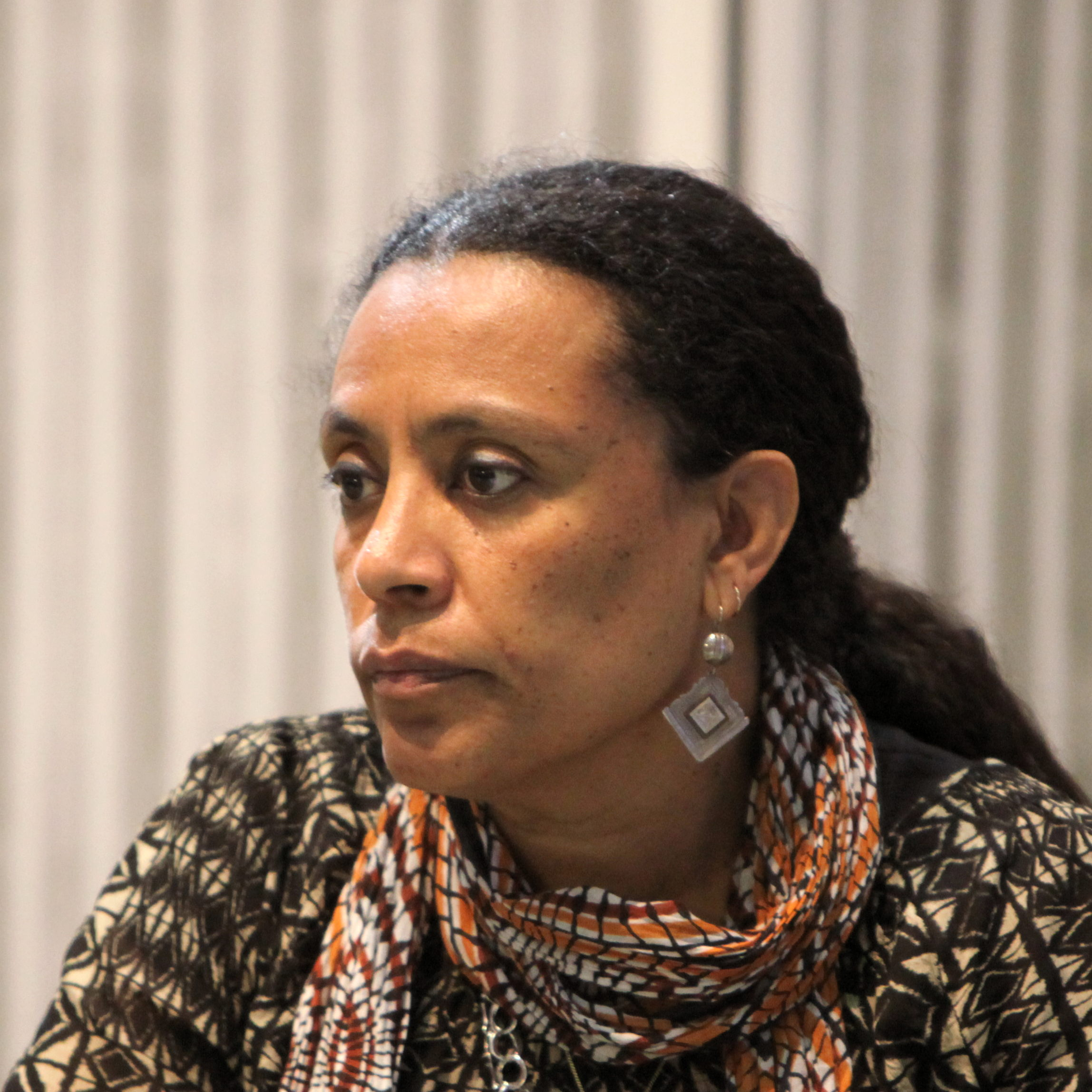
Véronique Tadjo

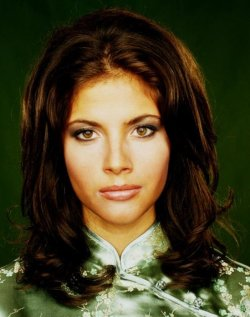
Weronika Rosati

- Véronique Brouquier, schermitrice francese
- Véronique De Kock, modella belga
- Véronique de la Cruz, modella francese
- Véronique Fagot, modella francese
- Véronique Genest, attrice francese
- Véronique Mang, atleta francese
- Véronique Müller, cantante svizzera
- Véronique Tadjo, scrittrice e poetessa ivoriana
- Véronique Trinquet, schermitrice francese
- Véronique Vendell, attrice francese
- Véronique Zuber, modella francese

### Altre varianti
- Veronique Hronek, sciatrice alpina tedesca
- Weronika Rosati, attrice polacca

## Il nome nelle arti
- Veronica è un personaggio della serie animata Due fantagenitori.
- Veronica è un personaggio del manga Claymore.
- Veronica è la protagonista dell'omonimo film del 2017, diretto da Paco Plaza.
- Veronika è il nome della protagonista del romanzo di Paulo Coelho Veronika decide di morire.
- Veronica Donovan è un personaggio della serie televisiva Prison Break.
- Veronica Mars è la protagonista dell'omonima serie televisiva.
- Veronika Voss è un personaggio dell'omonimo film del 1982, diretto da Rainer Werner Fassbinder.
- Veronica è un personaggio del racconto Il Vaso d'oro di E. T. A. Hoffmann.
- Veronica Sawyer è un personaggio interpretato da Winona Ryder in Schegge di follia.
- Veronika è un personaggio del racconto La tentazione della silenziosa Veronika di Robert Musil.
- Veronica Lodge è un personaggio della serie televisiva Riverdale (serie televisiva).
- Veronica è un personaggio della serie televisiva Sierra Burgess è una sfigata.
- Veronika è un personaggio della serie televisiva Henry Danger.
- Veronica è un personaggio della serie televisiva I Thunderman.
- In campo musicale: 
  - Veronica è una canzone di Dario Fo, Sandro Ciotti ed Enzo Jannacci, cantata da quest'ultimo;
  - Così non va, Veronica è una canzone di Edoardo Bennato;
  - Veronica verrai è una canzone di Adriano Celentano;
  - Veronica è una canzone di Elvis Costello;
  - Veronica n.2 è una canzone dei Baustelle;
  - For Veronica's sake è una canzone di Alice Cooper;
  - Veronica guarda il mare è una canzone di Noemi;
  - Il nome Veronica è citato nella canzone Shot of Love di Bob Dylan.